# Robert Bauer
Robert Bauer (Pforzheim, 9 april 1995) is een Duits voetballer die doorgaans als rechtsback speelt. Hij verruilde Werder Bremen in augustus 2019 voor Arsenal Toela. In september 2021 tekende hij een contract bij Buriram United

## Clubcarrière
Bauer speelde in de jeugd bij FSV Buckenberg en Karlsruher SC. In 2014 nam FC Ingolstadt 04 hem transfervrij over. Op 18 augustus 2014 debuteerde hij voor zijn nieuwe club in de DFB-Pokal tegen Kickers Offenbach. Op 31 oktober 2014 maakte de defensief ingestelde middenvelder zijn competitiedebuut tegen Fortuna Düsseldorf. Hij mocht aan de rust invallen voor Alfredo Morales. Met Ingolstadt werd Bauer op 17 mei 2015 kampioen van de 2. Bundesliga. In 2016 tekende Bauer een vierjarig contract bij Werder Bremen.

## Interlandcarrière
Bauer debuteerde op 27 maart 2015 voor Duitsland –20 in een vriendschappelijke interland tegen Polen –20.

## Erelijst
Ingolstadt
- 2. Bundesliga

2014/15